# Pollera

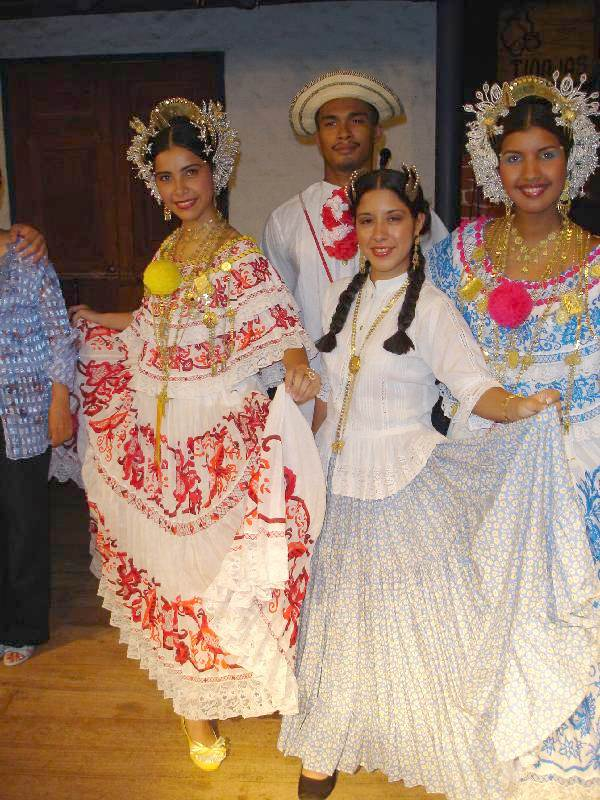
Imagem de Polleras panamenhas, uma "pollera de lujo" vermelha, uma pollera tradicional mais antiga e uma "pollera de lujo" azul (lit. pollera de luxo)

A pollera é um termo espanhol para uma grande saia de uma peça usada principalmente em festividades tradicionais e folclore em toda a América Latina de língua espanhola. Polleras são feitas de diferentes materiais, como algodão ou lã e tendem a ter decorações coloridas. A maioria das decorações são bordadas, flores e animais regionais estão entre os desenhos mais comuns encontrados nas polleras.
Polleras são uma forma de vestimenta colonial espanhola aplicada em algum momento entre os séculos XVI e XVII em populações indígenas nos Andes por proprietários de fazendas ou hacendados. As polleras tradicionais vêm de roupas camponesas das regiões do sul da Espanha, como a Andaluzia. Hoje, as polleras estão associadas a formas de vestir indígenas e folclóricas.

## Espanha
Na Espanha, é uma saia usada pelas mulheres há quase um século. Elas são feitas de lã ou algodão e são muito coloridas. A saia grande franzida é geralmente branca com dois ou três babados com desenho floral ou bordado. A parte superior tem vários babados também nos ombros e tem fios embutidos. Há um grande pompom combinando com o fio na frente e atrás do top. A lã também combina com várias fitas largas na cintura e com os chinelos que acompanham a produção. A roupa inclui um acessório de cabeça chamado tembleque (ou tembeleque ) que é feito de contas presas a uma mola para que balancem enquanto a usuária dança.

## Panamá
No Panamá, polleras totalmente feitas à mão são usadas durante festivais ou celebrações. Elas são feitos principalmente de algodão e linho. Normalmente, a cor dominante é o branco, e tem desenhos de flores coloridas como enfeite. As polleras panamenhas são compostas por uma seção superior e inferior, a última das quais é a saia da pollera.
Uma única pollera pode custar de várias centenas a vários milhares de dólares e levar até um ou dois anos para ser criada, dependendo de sua complexidade. Joias de ouro e pérolas como mosquetas (formadas por círculos concêntricos alternados), pentes, colares e tembleques (bijuterias para o cabelo em forma de flores tridimensionais ou insetos como borboletas) que podem ser usados com a pollera, são geralmente transmitidas como herança através de gerações.
Os adornos na saia e na parte superior são bordados inteiramente à mão em várias etapas que vão construindo progressivamente o efeito desejado. Cada pollera é feita sob medida e feita à mão por um artesão.
Existem vários tipos de polleras panamenhas, cada uma pode variar de acordo com a região, como:
- Pollera montuna - originalmente usada em eventos e festivais comunitários. É moderadamente elaborada, com adornos.
- Pollera de lujo ou de gala con labor (que significa luxuoso) - para eventos considerados de prestígio, com bordados. Uma pollera muito intrincada, complexa e cara, com um preço de até R$ 134.400.
- Pollera de gala sin labor - destinada a eventos considerados de prestígio, sem bordados, com acessórios de acordo com a região.
- Pollera tumba hombre (significando capaz de desmaiar um homem) - que tem listras coloridas alternadas verticais estreitas na saia.
- Pollera congo - símbolo da grande população de ascendência africana no Panamá, com saia e parte superior feitas de retalhos de tecido estrategicamente dispostos e costurados, ocasionalmente usados com uma coroa. Este é o único tipo de pollera que normalmente não tem o branco como cor dominante, e normalmente é usado com flores frescas, secas ou artificiais no lugar de joias, juntamente com colares feitos de outros materiais que não o ouro.
- Pollera de basquiña - com saia bem mais estreita e parte superior lisa, confeccionada em tecido e botões considerados luxuosos como os botões dourados

No dia 22 de julho de cada ano, há um festival de pollera.

## Bolívia e Peru

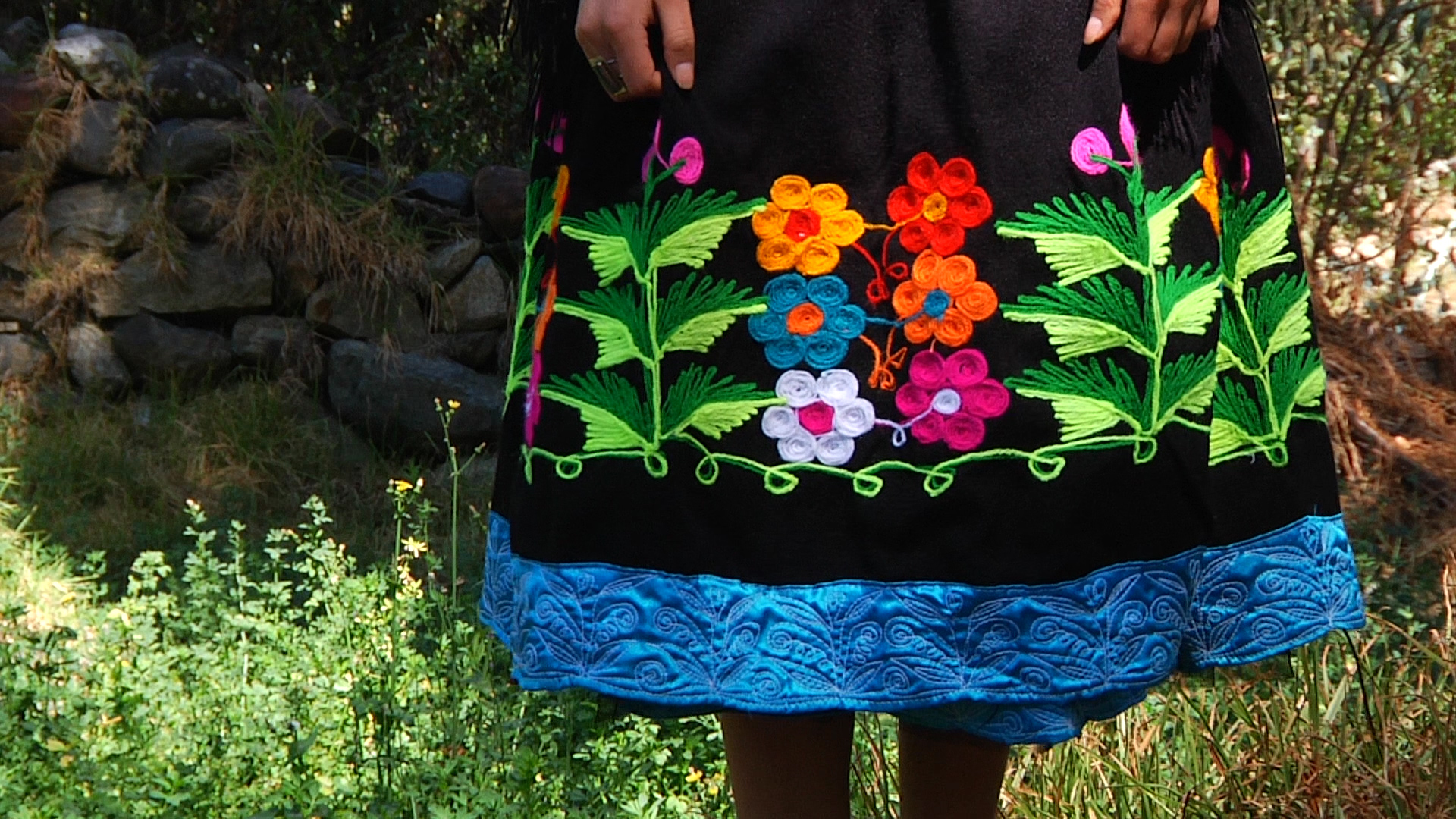
Uma pollera peruana

Na Bolívia e no Peru, a palavra pollera denota uma saia plissada muito associada ao mestiço urbano e às classes indígenas rurais, onde as mulheres costumam usar essa vestimenta (hoje também em vez dos vestidos indígenas tecidos). A pollera urbana típica do altiplano boliviano deve ser feita de 8 metros de tecido e é usada com 4-5 saias bordadas.

A saia usada sob a pollera superior é chamada de fuste, sob o fuste (na terceira saia) é normalmente feita de lã. Ainda há muitas mulheres por aí que usam esta saia que se origina dos vestidos rurais espanhóis e para o Carnaval de Oruro ou festa da Virgen de la Candelaría no Peru, e outras festividades. Nas festas tradicionais as mulheres que não costumam usar, colocam-no apenas para dançar.